# Moise Pomaney
Moise Pomaney (* 22. März 1945) ist ein ehemaliger ghanaischer Dreispringer.
Bei den Olympischen Spielen 1972 in München schied er in der Qualifikation aus.
Bei den Afrikaspielen 1973 und bei den British Commonwealth Games 1974 in Christchurch, wo er mit 16,23 m seine persönliche Bestweite aufstellte, gewann er jeweils Bronze.